# Hermann Joseph Friedrich Beuth

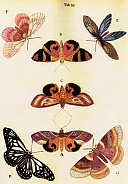
Eine Seite aus Beuths handschriftlichem Werk über Schmetterlinge

Hermann Joseph Friedrich Beuth (* 1734 in Düsseldorf; † 21. April 1819 ebenda) war ein deutscher Entomologe und Sammler. Er wurde mit dem Roten Adlerorden zweiter oder dritter Klasse dekoriert und war Mitglied der 1807 gegründeten Düsseldorfer Musikakademie sowie der Gesellschaft Naturforschender Freunde zu Berlin. Nach Hermann Joseph Friedrich Beuth ist die Beuthstraße in Düsseldorf benannt.

## Leben
Beuth wurde 1734 als Sohn einer hochangesehenen, begüterten Familie geboren. Sein Vater war der Weinhändler Johann Adolf Beuth, 1738 Jungrat und 1746 Altrat im städtischen Magistrat von Düsseldorf. Bis 1781 lebte Hermann Joseph Friedrich Beuth in der Bolkerstraße 16. Schon vor seiner Tätigkeit als Hofkammerrat, im Alter von 15 Jahren, begann Hermann Joseph Friedrich Beuth  ein Naturalienkabinett, das sein Bruder Franz Martin Beuth angelegt hatte, zu erweitern. Darin befanden sich neben Tierpräparaten, Konchylien, Herbarien, Fossilien und Mineralien auch Gemälde, Kupferstiche und Münzen:
„Der Herr Hofkammerrath Beuth, […] hat an diesem, wohl in ganz Europa bekannten Naturalien-Cabinet seit 69 Jahren mit beträchtlichem Kostenaufwande gesammelt. Es füllt sein ganzes Haus und enthält nicht nur Gegenstände aus den drei Reichen der Natur, sondern auch Alterthümer, Mahlereyen, Münzen und Kunstwerke. Das Thierreich betreffend, so finden sich ohne die beträchtliche Menge von ausgestopften Thieren, etwa 350 in Weingeist aufbewahrte Geschöpfe. Die Conchylien-Sammlung geht über 3000 Stück hinaus. Das Fach der Mineralien, Versteinerungen und sonstiger Fossilien ist äußerst beträchtlich und füllt drei Säle aus. Ebenso verhält es sich mit dem Pflanzenreiche und ist hierbey vorzüglich ein, aus 5 großen Imperial-Folio-Bänden bestehendes Herbarium vivum zu bemerken, neben diesem aber eine ansehnliche Suite von ausländischen Früchten, Saamen, Hölzern, Wurzeln etc. Die Münzen-Sammlung kann man auf 7 bis 8000 Piecen rechnen. Hiernächst ist auch eine ziemliche Anzahl von Altertühmern, als Urnen, Vasen, Lampen, Krügen, Thränengläsern, etc vorhanden. Die Mahlereyen und sonstige Kunstwerke füllen zwei Säle und mehrere Zimmer aus. Diese letztere Sammlung betrug schon 22000 Stück Kupferstiche und Zeichnungen, wurde dem Herrn Eigenthümer aber von den Franzosen geplündert“.
Er verfasste 1790 ein handschriftliches illustriertes Werk über Schmetterlinge, das sich heute in der Institutsbibliothek des Löbbecke Museums befindet. Das Werk umfasst 174 Seiten mit zahlreichen Abbildungen. Abgesehen von diesem Manuskript sind Spuren der Sammeltätigkeit Beuths noch in Beständen der Friedrich-Wilhelms-Universität Bonn auszumachen. Dort befinden sich Objekte aus seiner erdgeschichtlichen Sammlung. Über den Verbleib des Rests der Sammlungen Beuths, die ursprünglich in seinem Haus in der Alleestraße 36 (heute: Heinrich-Heine-Allee) neben dem Breidenbacher Hof untergebracht waren, ist nichts bekannt. Ferber beschreibt das Schicksal der Sammlung: „Herr Hofkammerrath Beuth wünscht dieses merkwürdige Cabinet ungetheilt dem Staate, besonders aber seiner Vaterstadt Düsseldorf unter gewissen Bedingungen zu hinterlassen …Sein Cabinet ging [aber nach dem Tode Beuths] der Stadt verloren“.

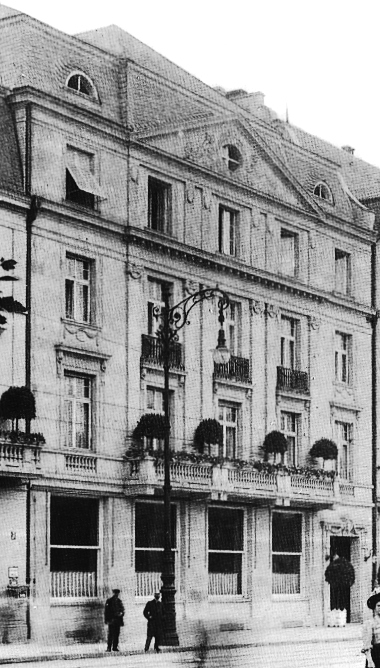
Alleestraße Nr. 36, Haus Beuth.

Beuth erbaute das Haus Alleestraße 36, das er auch bewohnte. Nach dessen Tod wurde das Haus im Jahre 1820 an Anna Friedrika Sybille von Carnap verkauft. Danach gehörte das Haus dem Prinzen Wilhelm von Solms-Braunfels, der mit Maria Anna Gräfin von Kinsky verheiratet war und jahrelang das Haus bewohnten. Ende des 19. Jahrhunderts kam das Haus an die Familie Weckbecker. Im Jahr 1906 wurde das Haus Alleestraße 36 vom Breidenbacher Hof erworben, das nach Plänen von Emil Fahrenkamp umgebaut wurde.
Beuth war verheiratet mit der Kölnerin Anna Sophia Fürth, die 1799 in der Kirche St. Lambertus begraben wurde. Maria Josepha Theresia Beuth, eine Tochter Beuths, war mit Carl Sebastian Scitivaux verheiratet, der Zahlmeister beim Königlichen Schatz in Paris war. Ein Sohn, Partikulier, Theodor Joseph Seraphin Beuth, geb. 1772, war zweimal verheiratet, zuerst mit Anna Elisabeth Gierart (im Juli 1801 verstorben und begraben in der St.-Lambertus-Kirche) und danach mit Catharina Heidrath.